# Pseudozosime browni
Pseudozosime browni är en kräftdjursart som beskrevs av T. Scott 1912. Pseudozosime browni ingår i släktet Pseudozosime och familjen Tisbidae. Inga underarter finns listade i Catalogue of Life.